# Comisión de Derechos Humanos de la Ciudad de México
La Comisión de Derechos Humanos de la Ciudad de México (CDHCM) es la institución gubernamental encargada de la protección y promoción los derechos humanos en la Ciudad de México, ciudad capital de México. Está regida por su propia ley y por su reglamento interno. Según la normativa, la CDHCM es un "organismo público descentralizado con personalidad jurídica y patrimonio propios que tiene por objeto la protección, defensa, vigilancia, promoción, estudio, educación y difusión de los derechos humanos, establecidos en el orden jurídico mexicano y en los instrumentos internacionales de derechos humanos." (Artículo 2)

La institución es la encargada de conocer sobre quejas y denuncias por presuntas violaciones a los derechos humanos cometidas por cualquier autoridad o persona que desempeñe un empleo, cargo o comisión en la administración pública del gobierno de la Ciudad de México, o en los órganos de procuración y de impartición de justicia que ejerzan jurisdicción local en el Distrito Federal. Sus funciones están tipificadas en el artículo 17 de la Ley de la Comisión de Derechos Humanos de la Ciudad de México, las cuales son:
- Recibir quejas de presuntas violaciones a derechos humanos.
- Conocer e investigar, a petición de parte o de oficio, presuntas violaciones de derechos humanos.

Tanto su constitución como sus fines y funciones son similares a las Defensorías del Pueblo de otros estados o ciudades, y el presidente de la Comisión cumple funciones equivalentes a las de un ombudsman, por lo que también es llamado Defensor del Pueblo.

## Historia
Luego del que el Congreso de la Unión expidiera la Ley de la Comisión de DD.HH. del Distrito Federal, la misma fue publicada en el Diario Oficial de la Federación de 22 de junio de 1993. La última reforma a la misma se publicó el 14 de mayo del 2010.
La Comisión se creó el 30 de septiembre de 1993 mediante decreto del presidente de la Federación (en ese entonces la Ciudad de México no contaba con gobierno autónomo), como uno de los organismos públicos de defensa de los derechos humanos al nivel de las entidades estatales de México.
Por su parte, el Reglamento Interno de la CDHDF se publicó en el Diario Oficial de la Federación el 16 de diciembre de 1993, y entre otras cosas regula la organización de sus visitadurías y de la secretaría técnica. Ha sido modificado en varias ocasiones, la última de las cuales fue en abril del 2011.
Durante su historia, la comisión estuvo involucrada en famosos casos relacionados con los derechos humanos, como la liberación de Paola Durante, la muerte de la defensora Digna Ochoa y el caso de la discoteca News Divine.
A fines de septiembre del 2013, el presidente en ejercicio Luis González Plascencia anunció que no se postularía para un segundo período, por lo que el cargo quedó vacante hasta nueva elección, y asumió interinamente las funciones el primer visitador Mario Patrón.
El 5 de noviembre de 2013, la Asamblea Legislativa del Distrito Federal eligió por unanimidad a la nueva presidenta del organismo, Perla Gómez Gallardo, quien ocupará el cargo hasta el 31 de octubre del 2017.
En noviembre de 2017 es electa por 60 votos a favor y ninguno en contra -para un período de cinco años-, Nashieli Ramírez, entonces coordinadora general de la organización Ririki Intervención Social S.C. Ella se desempeñó durante cinco años como Consejera de la CDHDF.

### Reconocimiento Ponciano Arriaga
La CDHDF instituyó el premio nacional Ponciano Arriaga en memoria de José Ponciano Arriaga Leija, y se entrega anualmente a defensores destacados de los derechos humanos. Las categorías del premio son tres: Trayectoria, Lucha y Defensa, y Reconocimiento Especial.
Los ganadores del 2011 fueron el padre Miguel Concha Malo y Tita Radilla Mendoza. En el primer caso, por su actuación como defensor de los derechos humanos, y en el segundo por ser la fundadora de la Asociación de Familiares Detenidos, Desaparecidos y Víctimas de Violaciones a los Derechos Humanos (Afadem) y por su lucha a raíz de la desaparición de su padre Rosendo Radilla, durante la denominada "guerra sucia".
En el 2012 el premio Ponciano Arriga fue entregado a la investigadora Elena Azaola (por sus trabajos sobre crimen y violencia), a la activista Valentina Rosendo Cantú (por superar las condiciones de adversidad y la dificultad de acceso a la justicia ante la impunidad militar, y por haber llevado su caso incluso a instancias internacionales y haber obtenido una victoria en la Comisión Interamericana de Derechos Humanos) y al padre Alejandro Solalinde (por proteger a migrantes mexicanos y centroamericanos de la delincuencia organizada).
Para la tercera edición de este reconocimiento, el premio recayó en los activistas Carlos Alberto Cruz Santiago, en la categoría de Trayectoria, y Pedro Gatica Estrada, en la de Lucha y Defensa. El Jurado Calificador del certamen reconoció el trabajo de Cruz Santiago en favor de los adolescentes y jóvenes en situación de riesgo, mientras que en el caso de Pedro Gatica Estrada se consideró su lucha y apoyo a indígenas en reclusión, víctimas de violaciones a sus derechos.
En 2014, el premio se entregó en la categoría Lucha y Defensa a la abogada chihuahuense Imelda Marrufo Nava, por su compromiso en favor de los derechos de las mujeres en Ciudad Juárez y su labor para el reconocimiento de la figura legal penal del feminicidio. Por su parte, Martha Sánchez Néstor fue galardonada en la categoría Trayectoria por su labor en la promoción y salvaguarda de los derechos de las mujeres y los pueblos indígenas en México.
Una mujer mixteca gana en el 2015, Hermelinda Tiburcio Cayetano, luchadora por los derechos humanos de las indígenas en Guerrero. También ganó el abogado Miguel Sarre Iguíniz (trayectoria).
En 2016 son dos mujeres las ganadoras, Norma Laguna Cabral quien «se ha destacado en su activismo y se le reconoce por su compromiso social principalmente con las mujeres» y Juliana García Quintanilla «por su amplia trayectoria como defensora de derechos humanos, y militante comprometida con las causas favorables de los derechos de las mujeres, además de contribuir de manera decidida en la construcción de una cultura de respeto a los derechos humanos en el estado de Morelos y en la República Mexicana.

#### Ganadores del reconocimiento
| Edición | Año  | Trayectoria                  | Lucha y defensa      | Premio especial         |
| ------- | ---- | ---------------------------- | -------------------- | ----------------------- |
| 1       | 2011 | Miguel Concha Malo           | Tita Radilla Mendoza |                         |
| 2       | 2012 | Elena Azaola Garrido         | Alejandro Solalinde  | Valentina Rosendo Cantú |
| 3       | 2013 | Carlos Alberto Cruz Santiago | Pedro Gatica Estrada |                         |
| 4       | 2014 | Martha Sánchez Néstor        | Imelda Marrufo Nava  |                         |
| 5       | 2015 | Hermelinda Tiburcio Cayetano | Miguel Sarre Iguíniz |                         |
| 6       | 2016 | Juliana García Quintanilla   | Norma Laguna Cabral  |                         |
| 7       | 2017 |                              |                      |                         |

### Revista DFensor
A partir del año 2002 se edita la revista DFensor, una publicación mensual de difusión y divulgación de los derechos humanos de la CDHDF. Cuenta con tres secciones: una dedicada a las actividades de la Comisión, otra de opinión y debate, y una última de referencias.
La revista puede ser adquirida en el local de la CDHDF y en algunas librerías o descargarse gratuitamente desde la página oficial de la institución (solo los números desde 2010 hasta el presente).

## Autoridades

### Presidente
Es designado por el Congreso de la Ciudad de México, y su actuación no está supeditada a autoridad o servidor público alguno.
El mandato se ejerce por cuatro años y puede reelegirse para un período más.
| Luis de la Barreda Solórzano  | 1993 - 2001                                     |
| Emilio Álvarez Icaza Longoria | 2001 - 2009                                     |
| Luis González Placencia       | 2009 - 30 de septiembre de 2013                 |
| Mario Patrón*                 | 1 de octubre - 4 de noviembre de 2013           |
| Perla Gómez Gallardo          | 5 de noviembre de 2013 - 7 de noviembre de 2017 |
| Nashieli Ramírez Hernández    | 7 de noviembre de 2017 -                        |
| *Interino.                    |                                                 |

### Otras autoridades
La Comisión cuenta con "un consejo de diez miembros de reconocido prestigio social" y 4 visitadurías, además de direcciones, secretarías y coordinaciones encargadas de diversos temas y asuntos, en cada caso.

## Presentación de quejas
Es posible acudir, de manera personal, por teléfono o por correo electrónico, a la Comisión a presentar una queja por posible violación de un derecho humano propio o de terceros. La Comisión no puede tener en cuenta para la queja condición alguna como sexo, nacionalidad, religión, edad, estado civil, etcétera; tampoco es necesario contar con abogado o gestor; basta con el relato escrito u oral de los hechos y la presentación de pruebas (solo si se contara con la misma).
Las personas son atendidas de manera directa todos los días del año y las 24 horas, y todos los servicios brindados deben ser gratuitos. 
Los datos que proporcionan los quejosos deberán ser manejados de manera confidencial, y así mismo los expedientes abiertos.

## Local de la Comisión
El local de la Comisión se encuentra en la Avenida Universidad N° 1449 (frente a los Viveros de Coyoacán), colonia Florida, Pueblo de Axotla; perteneciente a la Delegación Álvaro Obregón del Distrito Federal. Su código postal es 01030.

### Para llegar
Dicha institución se encuentra muy cerca de la estación de metro Viveros-Derechos Humanos, de la línea 3 o color verde limón.
También algunas rutas de microbuses y ómnibus pasan frente al local.

### Centro de consulta y documentación
Esta pequeña biblioteca y centro de documentación se encuentra dentro del local de la CDHDF. Es de uso libre y gratuito para cualquier persona interesada y cuenta con un destacado acervo bibliográfico, documental, hemerográfico y videográfico especializado en temas de derechos humanos.
Se puede acceder al mismo en el horario de 9:00 a 18:00 horas, de lunes a viernes. También ofrece servicio de asesoría telefónica y vía electrónica.